# Sachfahndung
Die Sachfahndung (abgekürzt SF, eigentlich Sachenfahndung) ist ein polizeiliches Handeln, das die (gezielte) Suche nach abhandengekommenen, unanbringlichen oder herrenlosen Gegenständen (Sachen) beinhaltet. Ziel ist der Übergang des Gewahrsams von Sachen zum rechtmäßigen Eigentümer oder in einen hoheitlichen Gewahrsam, z. B. als Beweismittel oder zum Zwecke der Rückgewinnungshilfe. 
Fahndungsinstrumente bei Sachenfahndungen sind u. a. Kontrollen an den Grenzen (inklusive Flughäfen), in Pfandhäusern, auf Flohmärkten und die Beobachtung von Auktionen bei in- und ausländischen Auktionshäusern und im Internet. Bei einer erfolgreichen Sachfahndung (Trefferfall) erfolgt die Sicherstellung bzw. Beschlagnahme. Kriminalistische Fahndungshilfsmittel sind unter anderem Datenbanken der Polizei.
Polizeiintern wird zwischen der numerischen und der nicht-numerischen Sachfahndung unterschieden. Entsprechenden Strafanzeigen wird eine Sachfahndungsmeldung (SFM) beigefügt. In eiligen Fällen wird die Fahndung zeitnah online in das System POLAS  eingestellt. Die Sachfahndung kann auch zur Ergreifung von gesuchten Personen dienen, z. B. über das Kfz-Kennzeichen.
Typische Gegenstände, die häufig zur Sachfahndung ausgeschrieben werden, sind
- Kfz-Kennzeichen
- Elektronikartikel (Handy, Navigationsgerät, Autoradio)
- gestohlene Dokumente
- Fahrräder.

Für sachdienliche Hinweise, die zur Ergreifung gesuchter Gegenstände dienlich sind, werden von der Polizei, von der Staatsanwaltschaft oder auch von privat Belohnungen ausgelobt. Bei besonders wertvollen Gegenständen, z. B. bei Kunstwerken, wird eine Öffentlichkeitsfahndung eingeleitet, die zwangsläufig mit Lichtbildern illustriert wird.
Das Pendant in Bezug auf gesuchte Personen ist die Personenfahndung.